# Campionato sudamericano maschile under 20 di calcio 2019
Il campionato sudamericano di calcio Under-20 2019 è stata la 29ª edizione della competizione biennale organizzata dalla CONMEBOL e riservata alle Nazionali Under-20. Si è svolto in Cile dal 17 gennaio al 10 febbraio 2019. L'Uruguay era la nazionale campione in carica. 
L'Ecuador ha vinto il trofeo per la prima volta nella sua storia.

## Formato
Il torneo è diviso in due fasi: nella prima le dieci squadre si affrontano in due gironi da 5 squadre con partite di sola andata, al termine delle quali le prime tre classificate accederanno alla fase successiva. Nella seconda fase le sei squadre qualificate si affrontano in un girone di sola andata, al termine del quale si decreta il vincitore.
Le prime quattro classificate si qualificano per il campionato mondiale di calcio Under-20 2019, di cui le prime tre si qualificano anche per i Giochi panamericani 2019 (in aggiunta al Perù già qualificato in quanto Paese organizzatore).
Per via della reintroduzione del Torneo Pre-Olimpico CONMEBOL questa competizione non funge da qualificazione per le Olimpiadi 2020.

## Partecipanti
Partecipano al torneo le rappresentative delle 10 associazioni nazionali affiliate alla Confederación sudamericana de Fútbol:
| - Argentina - Bolivia - Brasile - Cile (paese organizzatore) - Colombia |  | - Ecuador - Paraguay - Perù - Uruguay (campione in carica) - Venezuela |

## Stadi e città
Gli incontri sono stati disputati nei tre impianti delle città di Rancagua, Curicó e Talca.
| Rancagua                | Curicó                  | Talca                   |
| ----------------------- | ----------------------- | ----------------------- |
| Estadio El Teniente     | Estadio La Granja       | Estadio Fiscal de Talca |
|                         |                         |                         |
| 34.177764°N 70.737719°W | 34.974444°S 71.229722°W | 35.419722°S 71.673889°W |
| Spettatori:13.489       | Spettatori:8.278        | Spettatori:16.000       |

## Convocazioni
Sono convocabili i giocatori nati dopo il 1º gennaio 1999. Ogni nazionale può registrare una squadra di 23 giocatori (tre di loro devono essere portieri).

## Arbitri
Sono stati selezionati 10 arbitri, uno per ogni federazione:
- Fernando Rapallini
  - Assistente 1: Ezequiel Brailovsky
  - Assistente 2: Gabriel Chade
- Gery Vargas
  - Assistente 1: José Antelo
  - Assistente 2: Edwar Saavedra
- Raphael Claus
  - Assistente 1: Kléber Lúcio Gil
  - Assistente 2: Bruno Pires
- Piero Maza
  - Assistente 1: Claudio Ríos
  - Assistente 2: José Retamal
- Nicolás Gallo
  - Assistente 1: John Alexander León
  - Assistente 2: Wílmar Navarro

- Carlos Orbe
  - Assistente 1: Juan Carlos Macías
  - Assistente 2: Ricardo Barén
- Mario Díaz de Vivar
  - Assistente 1: Roberto Cañete
  - Assistente 2: Darío Gaona
- Joel Alarcón
  - Assistente 1: Víctor Ráez
  - Assistente 2: Michael Orué
- Leodán González
  - Assistente 1: Richard Trinidad
  - Assistente 2: Carlos Barreiro
- Alexis Herrera
  - Assistente 1: Carlos Alexander López
  - Assistente 2: Jorge Urrego

Arbitri di supporto
- Facundo Tello
- Ivo Méndez (fase finale)
- Cristian Garay

- Diego Haro (fase finale)
- Arnaldo Samaniego (fase finale)

## Sorteggio
Il sorteggio dei gironi ha avuto luogo il 6 novembre 2018 al Teatro Municipal di Rancagua. Le dieci squadre sono state divise in due gruppi da cinque. Cile ed Uruguay, rispettivamente nazione ospitante e campione in carica, sono stati separati nei due gruppi in quanto teste di serie. Le rimanenti otto nazionali sono state separate in quattro urne da due squadre in base ai risultati ottenuti nel Campionato sudamericano di calcio Under-20 2017.
| Teste di serie | Urna 2    | Urna 3    | Urna 4   | Urna 5  |
| -------------- | --------- | --------- | -------- | ------- |
| Cile           | Ecuador   | Argentina | Colombia | Bolivia |
| Uruguay        | Venezuela | Brasile   | Paraguay | Perù    |

| Gruppo A  | Gruppo B  |
| --------- | --------- |
| Cile      | Uruguay   |
| Venezuela | Ecuador   |
| Brasile   | Argentina |
| Colombia  | Paraguay  |
| Bolivia   | Perù      |

## Prima fase
Se due o più squadre dovessero terminare il girone a pari punti, la classifica finale sarebbe determinata in base a questi criteri:
1. differenza reti nel girone;
2. numero di gol segnati nel girone;
3. scontri diretti;
4. sorteggio.

### Gruppo A

#### Classifica
| Pos. | Squadra   | Pt | G | V | N | P | GF | GS | DR |
| ---- | --------- | -- | - | - | - | - | -- | -- | -- |
| 1.   | Venezuela | 9  | 4 | 3 | 0 | 1 | 5  | 3  | +2 |
| 2.   | Brasile   | 7  | 4 | 2 | 1 | 1 | 3  | 2  | +1 |
| 3.   | Colombia  | 7  | 4 | 2 | 1 | 1 | 2  | 1  | +1 |
| 4.   | Cile      | 4  | 4 | 1 | 1 | 2 | 3  | 4  | -1 |
| 5.   | Bolivia   | 1  | 4 | 0 | 1 | 3 | 1  | 4  | -3 |

#### Risultati
| Arbitro: | Fernando Rapallini |

|          |           |  |
| Sosa 68’ | Marcatori |  |

| Arbitro: | Leodán González |

|                |           |         |
| L. Alarcón 61’ | Marcatori | 5’ Vaca |

| 19 gennaio 2019, ore 17:10 UTC-4 | Colombia        | 0 – 0 referto | Brasile | Estadio El Teniente, Rancagua\| Arbitro: \| Leodán González \| |
| Arbitro:                         | Leodán González |               |         |                                                                |

| Arbitro: | Mario Diaz de Vivar |

|                      |           |                       |
| T. Alarcón 4’ (rig.) | Marcatori | 9’ Vargas 51’ Yriarte |

| Arbitro: | Joel Alarcón |

|            |           |  |
| Angulo 63’ | Marcatori |  |

| Arbitro: | Facundo Tello |

|                 |           |          |
| Rodrygo 39’ 80’ | Marcatori | 90’ Sosa |

| Arbitro: | Carlos Orbe |

|  |           |            |
|  | Marcatori | 19’ Vargas |

| Arbitro: | Leodán González |

|             |           |  |
| Morales 40’ | Marcatori |  |

| Arbitro: | Facundo Tello |

|                    |           |  |
| Lincoln 25’ (rig.) | Marcatori |  |

| Arbitro: | Mario Diaz de Vivar |

|  |           |              |
|  | Marcatori | 90+5’ Cuesta |

### Gruppo B

#### Classifica
| Pos. | Squadra   | Pt | G | V | N | P | GF | GS | DR |
| ---- | --------- | -- | - | - | - | - | -- | -- | -- |
| 1.   | Ecuador   | 9  | 4 | 3 | 0 | 1 | 8  | 4  | +4 |
| 2.   | Argentina | 7  | 4 | 2 | 1 | 1 | 3  | 2  | +1 |
| 3.   | Uruguay   | 6  | 4 | 2 | 0 | 2 | 4  | 3  | +1 |
| 4.   | Paraguay  | 4  | 4 | 1 | 1 | 2 | 2  | 5  | -3 |
| 5.   | Perù      | 3  | 4 | 1 | 0 | 3 | 2  | 5  | -3 |

#### Risultati
| Arbitro: | Gery Vargas |

|                               |           |  |
| Rezabala 10’ 45’ Alvarado 58’ | Marcatori |  |

| Arbitro: | Nicolás Gallo |

|  |           |                    |
|  | Marcatori | 53’ (rig.) Pacheco |

| Arbitro: | Alexis Herrera |

|               |           |            |
| Ñamandú 45+1’ | Marcatori | 30’ Romero |

| Arbitro: | Raphael Claus |

|                                      |           |             |
| Dávila 30’ 45+4’ Schiappacasse 90+3’ | Marcatori | 35’ Campana |

| Arbitro: | Gery Vargas |

|  |           |              |
|  | Marcatori | 54’ Alvarado |

| Arbitro: | Piero Maza |

|           |           |  |
| Ojeda 52’ | Marcatori |  |

| Arbitro: | Raphael Claus |

|          |           |                                      |
| Mora 24’ | Marcatori | 8’ Rezabala 18’ Alvarado 58’ Campana |

| Arbitro: | Alexis Herrera |

|  |           |            |
|  | Marcatori | 67’ Maroni |

| Arbitro: | Piero Maza |

|                     |           |  |
| Romero 90+4’ (rig.) | Marcatori |  |

| Arbitro: | Raphael Claus |

|                   |           |  |
| Schiappacasse 28’ | Marcatori |  |

## Girone finale

### Classifica
| Squadra qualificata per il campionato del mondo Under-20 2019 e per i Giochi panamericani 2019 |
| Squadra qualificata per il campionato del mondo Under-20 2019                                  |

| Pos. | Squadra   | Pt | G | V | N | P | GF | GS | DR |
| ---- | --------- | -- | - | - | - | - | -- | -- | -- |
| 1.   | Ecuador   | 10 | 5 | 3 | 1 | 1 | 6  | 2  | +4 |
| 2.   | Argentina | 9  | 5 | 3 | 1 | 1 | 7  | 4  | +3 |
| 3.   | Uruguay   | 8  | 5 | 2 | 2 | 1 | 6  | 5  | +1 |
| 4.   | Colombia  | 5  | 5 | 1 | 2 | 2 | 2  | 2  | 0  |
| 5.   | Brasile   | 5  | 5 | 1 | 2 | 2 | 3  | 5  | -2 |
| 6.   | Venezuela | 4  | 5 | 1 | 1 | 3 | 3  | 9  | -6 |

### Risultati
| 29 gennaio 2019, ore 17:30 UTC-4 | Brasile      | 0 – 0 referto | Colombia | Estadio El Teniente, Rancagua\| Arbitro: \| Joel Alarcón \| |
| Arbitro:                         | Joel Alarcón |               |          |                                                             |

| Arbitro: | Arnaldo Samaniego |

|                           |           |            |
| Campana 37’ Cifuentes 73’ | Marcatori | 26’ Almada |

| Arbitro: | Piero Maza |

|           |           |             |
| Makoun 8’ | Marcatori | 76’ Acevedo |

| Arbitro: | Diego Haro |

|             |           |  |
| Álvarez 42’ | Marcatori |  |

| Arbitro: | Gery Vargas |

|  |           |                    |
|  | Marcatori | 61’ (rig.) Batista |

| Arbitro: | Mario Díaz de Vivar |

|                 |           |  |
| Hurtado 22’ 87’ | Marcatori |  |

| Arbitro: | Diego Haro |

|                         |           |                                                 |
| Lincoln 68’ Cândido 83’ | Marcatori | 58’ Gómez 65’ (rig.) Schiappacasse 90+1’ García |

| Arbitro: | Piero Maza |

|               |           |  |
| Campana 90+4’ | Marcatori |  |

| Arbitro: | Gery Vargas |

|  |           |                   |
|  | Marcatori | 58’ 64’ 82’ Gaich |

| Arbitro: | Arnaldo Samaniego |

|                       |           |                     |
| Moreno 24’ Maroni 46’ | Marcatori | 90+3’ Schiappacasse |

| 7 febbraio 2019, ore 19:50 UTC-4 | Ecuador    | 0 – 0 referto | Brasile | Estadio El Teniente, Rancagua\| Arbitro: \| Ivo Méndez \| |
| Arbitro:                         | Ivo Méndez |               |         |                                                           |

| Arbitro: | Mario Díaz de Vivar |

|  |           |                      |
|  | Marcatori | 26’ Reyes 56’ Angulo |

| 10 febbraio 2019, ore 17:30 UTC-4 | Colombia   | 0 – 0 referto | Uruguay | Estadio El Teniente, Rancagua\| Arbitro: \| Diego Haro \| |
| Arbitro:                          | Diego Haro |               |         |                                                           |

| Arbitro: | Arnaldo Samaniego |

|  |           |                                  |
|  | Marcatori | 2’ (rig.) 31’ Campana 90’ Segura |

| Arbitro: | Piero Maza |

|                    |           |  |
| Lincoln 39’ (rig.) | Marcatori |  |

## Classifica marcatori
6 gol
- Leonardo Campana

4 gol
- Nicolás Schiappacasse

3 gol
- Adolfo Gaich
- Lincoln

- Alexander Alvarado

- Jordan Rezabala

2 gol
- Gonzalo Maroni
- Maximiliano Romero
- Rodrygo Goes

- Iván Angulo
- Agustín Dávila
- Jan Carlos Hurtado

- Jesús Vargas
- Samuel Sosa

1 gol
- Aníbal Moreno
- Julián Álvarez
- Thiago Almada
- Ramiro Vaca
- Luan Cândido
- Lucas Alarcón
- Tomás Alarcón
- Iván Morales

- Arturo Reyes
- Carlos Cuesta
- Daniel Segura
- José Cifuentes
- Fernando Pacheco
- Oslimg Mora
- Braian Ojeda

- Marcelino Ñamandú
- Emiliano Gómez
- Facundo Batista
- Nicolás Acevedo
- Pablo García
- Christian Makoun
- Jorge Yriarte

## Formazione ideale
IL 12 febbraio la CONMEBOL ha annunciato la formazione ideale del torneo.
| Portiere   | Difensori                                        | Centrocampisti                                         | Attaccanti                                            |
| ---------- | ------------------------------------------------ | ------------------------------------------------------ | ----------------------------------------------------- |
| Kevin Mier | Diego Palacios Jackson Porozo Maximiliano Araújo | Gonzalo Plata Santiago Sosa Marcos Antônio Samuel Sosa | Julián Álvarez Nicolás Schiappacasse Leonardo Campana |